# Watsonarctia nigrata
Watsonarctia nigrata là một loài bướm đêm thuộc phân họ Arctiinae, họ Erebidae.